# Bertil Rönnmark
Bertil Vilhelm Rönnmark (* 24. Dezember 1905 in Jämshög, Blekinge; † 1. Juli 1967 in Enskede, Stockholm) war ein schwedischer Sportschütze.
Rönnmark begann im Alter von 15 Jahren zusammen mit seinem Bruder Lennart mit dem Schießsport. 1929 konnte er sich nicht für die Weltmeisterschaften qualifizieren, 1931 gewann er die schwedische Qualifikation im Stechen gegen den Olympiasieger von 1912 Mauritz Eriksson. Bei den Weltmeisterschaften 1931 gewann Rönnmark den Titel im Kleinkaliberschießen aus der Liegend-Position im Einzel und in der Mannschaftswertung.
Für die Olympischen Spiele 1932 wurden drei schwedische Kleinkaliberschützen nominiert: Bertil Rönnmark und Karl August Larsson gehörten im Jahr zuvor zur Weltmeistermannschaft, hinzu kam Gustaf Emil Andersson. Rönnmark erreichte im Wettkampf 294 Punkte, Andersson (im Endergebnis Platz 5) und Larsson (im Endergebnis geteilter Platz 7) 292 Punkte. Im Stechen gegen den Mexikaner Gustavo Huet erzielte Rönnmark erneut 294 Punkte und gewann damit den Wettbewerb.
Bei den Weltmeisterschaften 1933 gewannen Rönnmark, Andersson, Larsson sowie Tage Eriksson und Ivar Wester den Weltmeistertitel in der Mannschaftswertung mit dem Kleinkalibergewehr in der Liegendstellung. Rönnmark gewann außerdem die Titel im Dreistellungskampf mit dem Armeegewehr und in der Kniendstellung mit dem freien Gewehr. Seinen sechsten Weltmeistertitel gewann Rönnmark 1935 mit dem freien Gewehr in der Liegendstellung. Bei den Olympischen Spielen 1936 belegte Rönnmark mit 295 Punkten den achten Platz mit dem Kleinkalibergewehr in der Liegendwertung.
Bertil Rönnmark arbeitete als Apotheker in Karlskrona, zog aber später nach Stockholm.